# ÖBB 4744/4746/4748
Die Triebwagen der Reihen 4744, 4746 und 4748 der Österreichischen Bundesbahnen (ÖBB) sind elektrische Triebzüge, die im S-Bahn- sowie Regionalverkehr eingesetzt werden. Der Einsatz im Planverkehr der Reihe 4746 begann im Dezember 2015, der der Reihe 4744 im Oktober 2016 und jener der Reihe 4748 im Dezember 2022. Die Züge basieren auf der Plattform Desiro ML von Siemens Mobility und wurden von ÖBB-Technische Services im Werk Jedlersdorf in Wien endmontiert.

## Geschichte

### Reihe 4744/4746
Um einerseits älteres Wagenmaterial im Regional- und S-Bahn-Verkehr zu ersetzen und andererseits das Nahverkehrsangebot in weiten Teilen Österreichs zu stärken, wurde Anfang 2007 eine Arbeitsgruppe gegründet, welche die Beschaffung neuer Fahrzeuge zur Aufgabe hatte. In mehreren Ausschreibungen entschied man sich für die Reihen 4744 und 4746, welche sich in der Anzahl der Türen pro Zugseite unterscheiden. Die Züge waren ursprünglich im Schräg-Design, ähnlich der Reihe ÖBB 4023/4024/4124 geplant.
In den Jahren 2016 bis 2018 wurden 70 Züge der Reihe 4744 von ÖBB-Technische Services fertiggestellt.
ÖBB-Technische Services stellte in den Jahren 2014 bis 2021 insgesamt 130 Züge der Reihe 4746 fertig. Am 27. Dezember 2021 verließ die 130. Einheit der Reihe 4746 mit der Betriebsnummer 4746 130 das ÖBB-Technische Services Werk Jedlersdorf in Wien und ging in Betrieb.
Im März 2023 gaben die ÖBB bekannt, dass weitere 27 Triebzüge der Reihe 4746 gebaut werden und ab 2025 inbetriebgenommen werden sollen. Diese sollen vorrangig für die inneralpinen Strecken bestimmt sein. Ein Jahr später, im April 2024, gaben die ÖBB bekannt, dass 21 weitere Triebzüge von ÖBB-Technische Services montiert werden, die ab dem Jahr 2026 auf der S-Bahn Wien eingesetzt werden sollen.
Im Mai 2025 verkündeten die ÖBB die Auslieferung des 250. Desiro ML.

### Reihe 4748
Nachdem die Züge der Reihe 4758 nicht zugelassen wurden, gaben die ÖBB im August 2021 bekannt, dass stattdessen 46 vierteilige Triebzüge der Reihe 4748 für Vorarlberg, Tirol sowie Salzburg gebaut werden sollen.
Die Züge der Reihe 4748 werden seit 2022 von ÖBB-Technische Services montiert.

### Übersicht der Serien
| Reihe | Anzahl | Fertiggestellt | Wagen | Baujahre  |
| ----- | ------ | -------------- | ----- | --------- |
| 4744  | 70     | 70             | 3     | 2016–2018 |
| 4746  | 130    | 130            | 3     | 2014–2021 |
| 4748  | 46     | 46             | 4     | 2022–2024 |
| 4746  | 48     | 14             | 3     | 2024–2026 |

## Details

### Ausstattung
Die Ausstattung der Züge umfasst eine barrierefreie sowie eine Standardtoilette. Der Fahrgastbereich ist mit einer tageszeitgesteuerten Beleuchtung, Tischen und Monitoren ausgestattet. Die Züge sind mit WLAN ausgestattet.

### Reihe 4744 (3 Wagen / 4 Türen pro Seite)
Die Triebzüge der Reihe 4744 bestehen aus drei Wagen, einem Endwagen mit Stromabnehmer 4744.0, einem Mittelwagen 7044.0 und einem zweiten Endwagen 4744.5.
Sie haben insgesamt vier Einstiegsbereiche (vier Türen pro Zugseite) und bieten 254 Sitzplätze. Sie bieten drei Mehrzweckbereiche, beispielsweise für Rollstühle, Kinderwagen und Fahrräder.

### Reihe 4746 (3 Wagen / 6 Türen pro Seite)
Die Triebzüge der Reihe 4746 bestehen aus drei Wagen, einem Endwagen 4746.0 mit Stromabnehmer, einem Mittelwagen 7046.0 und einem zweiten Endwagen 4746.5.
Sie haben insgesamt sechs Einstiegsbereiche (sechs Türen pro Zugseite) und bieten 224 Sitzplätze. Sie bieten drei Mehrzweckbereiche, beispielsweise für Rollstühle, Kinderwagen und Fahrräder.
Zudem erhielten die 35 Züge 4746 095 bis 130 Mittelwagen mit verstärkter Kastenstruktur, welche den nachträglichen Einbau von Akkumulatoren auf dem Dach ermöglichen, um die Züge auch auf nichtelektrifizierten Strecken einsetzen zu können. Dieser Plan wurde jedoch nicht umgesetzt.
Später wurden einzelne Sitze und Tische ausgebaut und die Sitzananordnung geändert. Auch wurden gläserne Trennwände entfernt, um den Fahrgastwechsel zu beschleunigen. Alle darauffolgenden Züge erhielten die geänderten Einrichtungen bereits ab Werk.

### Reihe 4748 (4 Wagen / 8 Türen pro Seite)
Die Triebzüge der Reihe 4748 bestehen aus vier Wagen, einem Endwagen mit Stromabnehmer (1950 mm) 4748.0, einem Mittelwagen 7048.0, einem weiteren Mittelwagen 7048.5 und einem zweiten Endwagen 4748.5. Die 21 Triebzüge der Reihe 4748 für Vorarlberg besitzen am Endwagen 4748.5 (4748 501–521) einen weiteren Stromabnehmer mit einer schmaleren Palette (1450 mm) um sie auch in der Schweiz einsetzen zu können.
Sie haben insgesamt acht Einstiegsbereiche (acht Türen pro Zugseite) und bieten maximal 290 Sitzplätze. Sie bieten vier Mehrzweckbereiche, beispielsweise für Rollstühle, Kinderwagen und Fahrräder, außerdem einen Mehrzweckbereich mit Fahrradstellplätzen (im Sommer 39, im Winter 16). Ein Teil der Fahrradstellplätze wird im Winter für den Transport von Wintersportausrüstungen umgerüstet.

### Cityjet Eco
Im September 2018 stellten die ÖBB den Cityjet eco vor. Es handelte sich um die Garnitur 4746 049, die mit zusätzlichen Traktionsbatterien ausgerüstet wurde. Der Mittelwagen trug auf dem Dach drei Lithiumtitanat-Akkumulatoren, die bei Fahrt unter der Oberleitung aufgeladen werden konnten und damit auch Fahrten auf nicht elektrifizierten Strecken möglich machten. Die Akkumulatoren mit einer Kapazität von 528 kWh speisten die elektrische Energie über zwei Zweiquadrantensteller in den Gleichstromzwischenkreis der Traktionsstromrichter.
So konnte die Einheit mit einer verminderten Anfahrbeschleunigung von 0,77 m/s² auf bis zu 100 km/h beschleunigt werden (im Oberleitungsbetrieb: 1,0 m/s² bzw. 140 km/h). Zwischen September 2019 und Dezember 2020 erfolgte der Probebetrieb mit Fahrgästen auf elf verschiedenen Strecken der ÖBB. Dazu zählten beispielsweise die Kamptalbahn und die Aspangbahn.
Die Reichweite betrug 80 km und reduzierte sich bei aktiver Heizung auf 65 km.
Die Garnitur wurde inzwischen in den Serienzustand zurückgebaut. Der Plan, die Einheiten 4746 095–130 mit solchen Traktionsbatterien auszustatten und einzusetzen, wurde nicht umgesetzt. Stattdessen wurden im Jahr 2023 Stadler Flirt Akku bestellt.

## Technik

### Mechanischer Teil
Die Triebzüge setzen sich aus zwei angetriebenen Endwagen und einem bzw. zwei antriebslosen Mittelwagen zusammen, wobei sich die Wagenkästen auf Drehgestelle des Typs SF6500 stützen. Diese Konstruktion hält die Radsatzlast unter 17 Tonnen. Die Wagenkastenstruktur kombiniert Aluminium für den Hauptrahmen mit glasfaserverstärktem Kunststoff (GFK) in den Frontpartien. Die Wände sind mit 60 mm Mineralwolle gedämmt, während Innenverkleidungen aus GFK und Hochdrucklaminaten (HPL) bestehen. Sämtliche Unterflur- und Dachaggregate folgen einer standardisierten Anordnung zur Vereinfachung von Wartung und Austausch. Die klimatisierten Fahrgast- und Führerbereiche sind durchgehend mit einer Brandmeldeanlage ausgestattet, wobei die Führerräume in den Endwagen vom Fahrgastbereich separiert sind. Für den Personenfluss verbinden textile Doppelwellenbalge die Wagenübergänge. Die Mittelwagen verfügen stets über zwei Türen pro Seite, die Endwagen für den Regionalverkehr über eine Tür pro Seite und die Endwagen für den S-Bahn-Verkehr über zwei Türen pro Seite.

### Elektrische Ausrüstung
Die Energieversorgung erfolgt über einen auf einem Endwagen angeordneten Dachstromabnehmer mit Zweifrequenzauslegung für 15 kV/16,7 Hz und 25 kV/50 Hz Wechselspannung. Direkt neben dem Stromabnehmer befindet sich der Hauptschalter, an den das zentrale Hochspannungskabel anschließt. Triebzüge, die auch in der Schweiz eingesetzt werden, sind auf dem zweiten Endwagen mit einem zweiten Stromabnehmer und einem zweiten Hauptschalter ausgestattet.
Das Hochspannungskabel leitet elektrische Energie zu den beiden Haupttransformatoren, die sich auf den Dächern der Endwagen befinden. Jedem Haupttransformator ist ein Traktionsstromrichter zugeordnet, der sich in einem Traktionsstromrichtercontainer auf dem Dach des jeweiligen Endwagens befindet. Ein Traktionsstromrichter besteht aus zwei Vierquadrantenstellern, die jeweils an eine Sekundärwicklung des Haupttransformators angeschlossen sind, sowie einem Gleichspannungszwischenkreis und einem Pulswechselrichter. Letzterer speist die vier Fahrmotoren eines Endwagens. Aus dem Zwischenkreis wird ebenfalls der Hilfsbetriebeumrichter gespeist, der die Hilfsbetriebe des Triebwagens mit 400-V-Dreiphasenwechselspannung versorgt. Diese wird über isolierte Leitungen zu den Schaltschränken in jedem Wagen verteilt. Dort wird 230-V-Wechselspannung für Verbraucher und 110-V-Gleichspannung für Steuersysteme bereitgestellt.
Zur Kühlung des Haupttransformators und des Traktionsstromrichters ist auf jedem Endwagen eine kombinierte Dachkühlanlage angeordnet. Als Kühlflüssigkeit dienen je Transformator ca. 700 kg Esterisolierflüssigkeit (Midel 7131) und je Stromrichter ca. 7 kg pro Endwagen Wasser-Antifrogen-N-Gemisch (56 %/44 %). In jedem Endwagen sind die Bleibatterien mit je neun Zellen (100 Ah) sowie die Batteriehauptsicherungen unterflur in entnehmbaren Kästen angeordnet.
Die Klimatisierung nutzt das Kältemittel R134a (EN 378-1 Klasse A1) mit ca. 11 kg pro Wagen für Fahrgasträume und 2,8 kg je Führerstand.

### Sicherheitssysteme
Zu den Sicherheitseinrichtungen zählen zweiflügelige elektrische Schwenkschiebetüren mit mechanischer Notentriegelung: Von innen durch Herabziehen eines Entriegelungsgriffs und manuelles Verschieben der Türblätter, von außen mittels rotem Hebel. Notausstiegsfenster aus Verbundsicherheitsglas (VSG) sind durch rote Markierungen gekennzeichnet und können mit Nothämmern an Sollbruchstellen eingeschlagen werden, unterstützt durch erklärende Piktogramme. Die Doppelwellenbalge zwischen Wagen lassen sich im Notfall durch Durchtrennen der Innen- und Außenhülle öffnen. Elektrische Risiken werden durch Not-Aus-Taster (Position 4) in Führerständen zum Absenken der Stromabnehmer sowie „Batterie aus“-Schaltern (Position 5) zur Deaktivierung der 110-V-Bordspannung minimiert. Alle Materialien erfüllen die Brandschutzstandards EN 45545-2 Stufe 3N und DIN 5510. Die Bremsanlagen umfassen Druckluftbremsen, Federspeicherbremsen und elektrodynamische Bremsen. Schiebetritte passen sich automatisch Bahnsteighöhen von 200 mm bis 550 mm an und sind an allen Einstiegen positioniert, wobei sie sich bei niedrigen Bahnsteigen (≤200 mm) weiter ausfahren. Gefährliche Flüssigkeiten wie Transformatoröle und Kältemittel sind in geschlossenen Systemen enthalten, wobei Löschzugänge priorisiert über Türen und Notausstiegsfenster erfolgen.

## Einsatz

### Einsatzbeginn
Mit dem Fahrplanwechsel am 13. Dezember 2015 begann der Fahrgasteinsatz der Reihe 4746 mit vorerst zwei Plantagen auf der Wiener S-Bahn Linie S80. Seit dem 11. Jänner 2016 wurde ein Triebzug der Reihe 4746 auch auf den S-Bahnlinien S1 und S5 der S-Bahn Steiermark eingesetzt.

### Einsatzgebiete
Die ersten Einheiten wurden auf mehrere Bundesländer aufgeteilt und beschränkten sich meist auf wenige Linien. Als genügend Einheiten vorhanden waren, wurden alle Einheiten neu aufgeteilt. Bis auf wenige Ausnahmen sind sie in ganz Österreich im Nahverkehr im Einsatz.
In seltenen Fällen sind sie als Ersatzzüge für fehlende und beschädigte Fernverkehrszüge unterwegs.

## Galerie

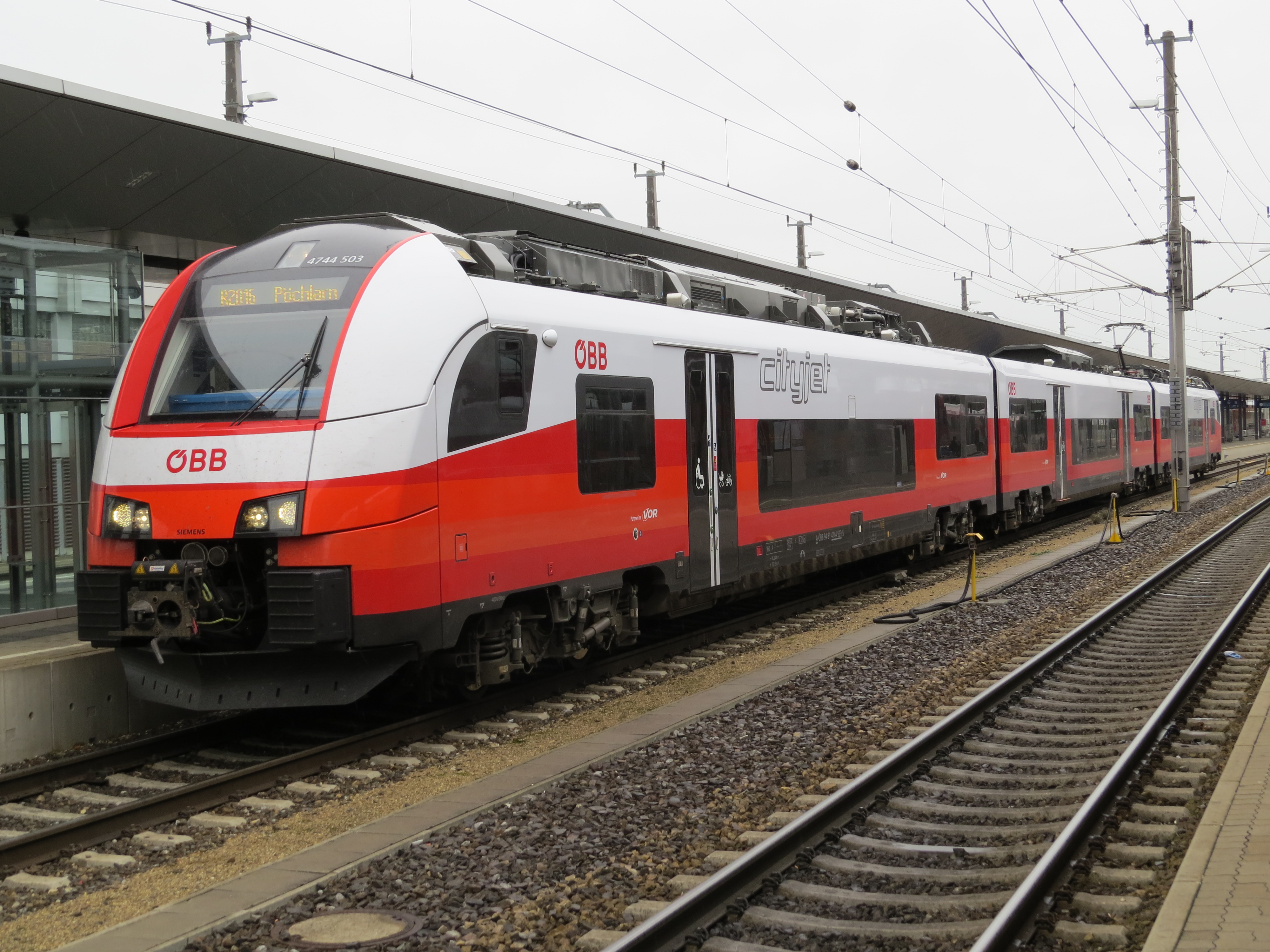
4744 003 in St. Pölten Hbf
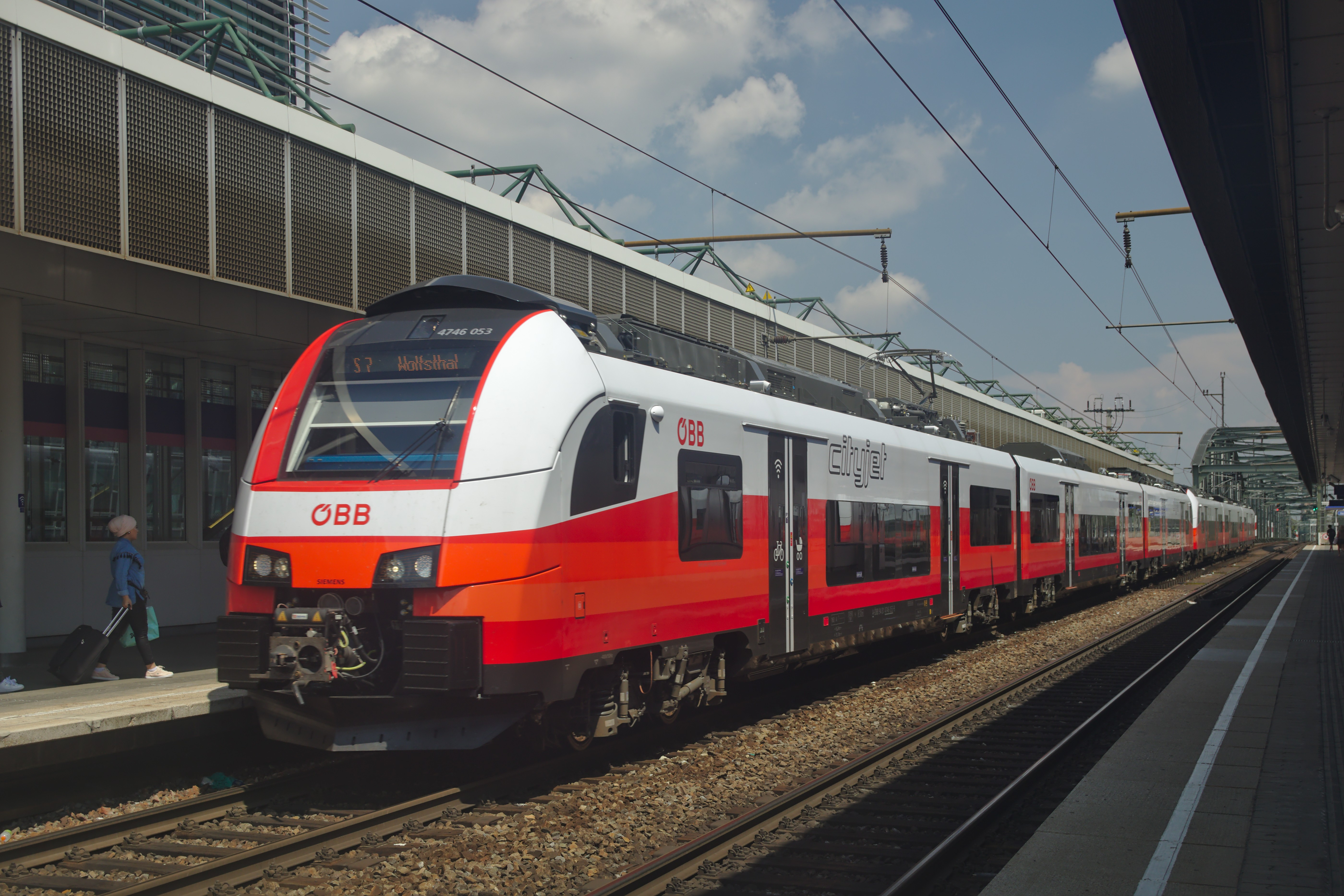
4746 053 in Wien Handelskai
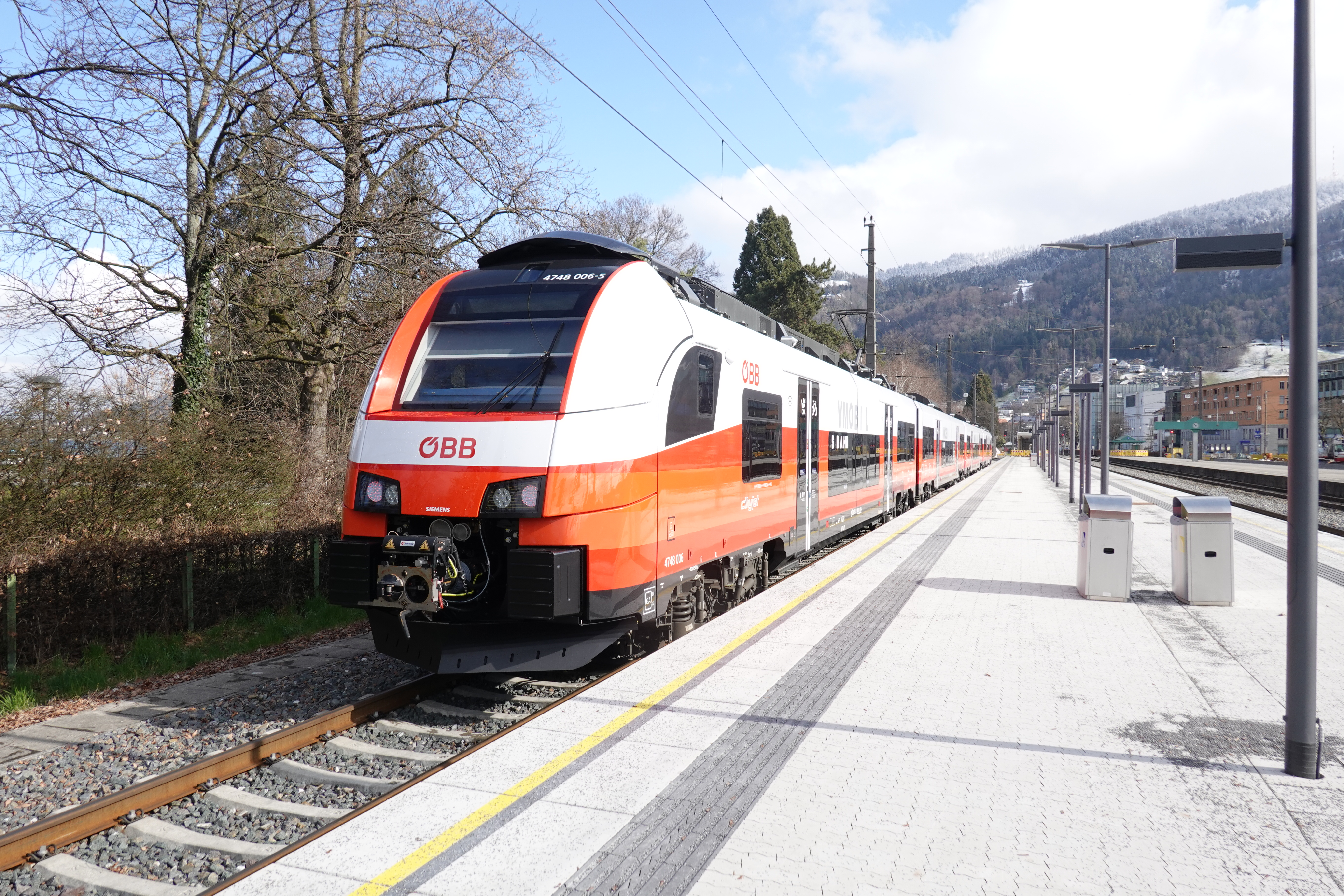
4748 006 mit Aufschriften für Vorarlberg in Bregenz
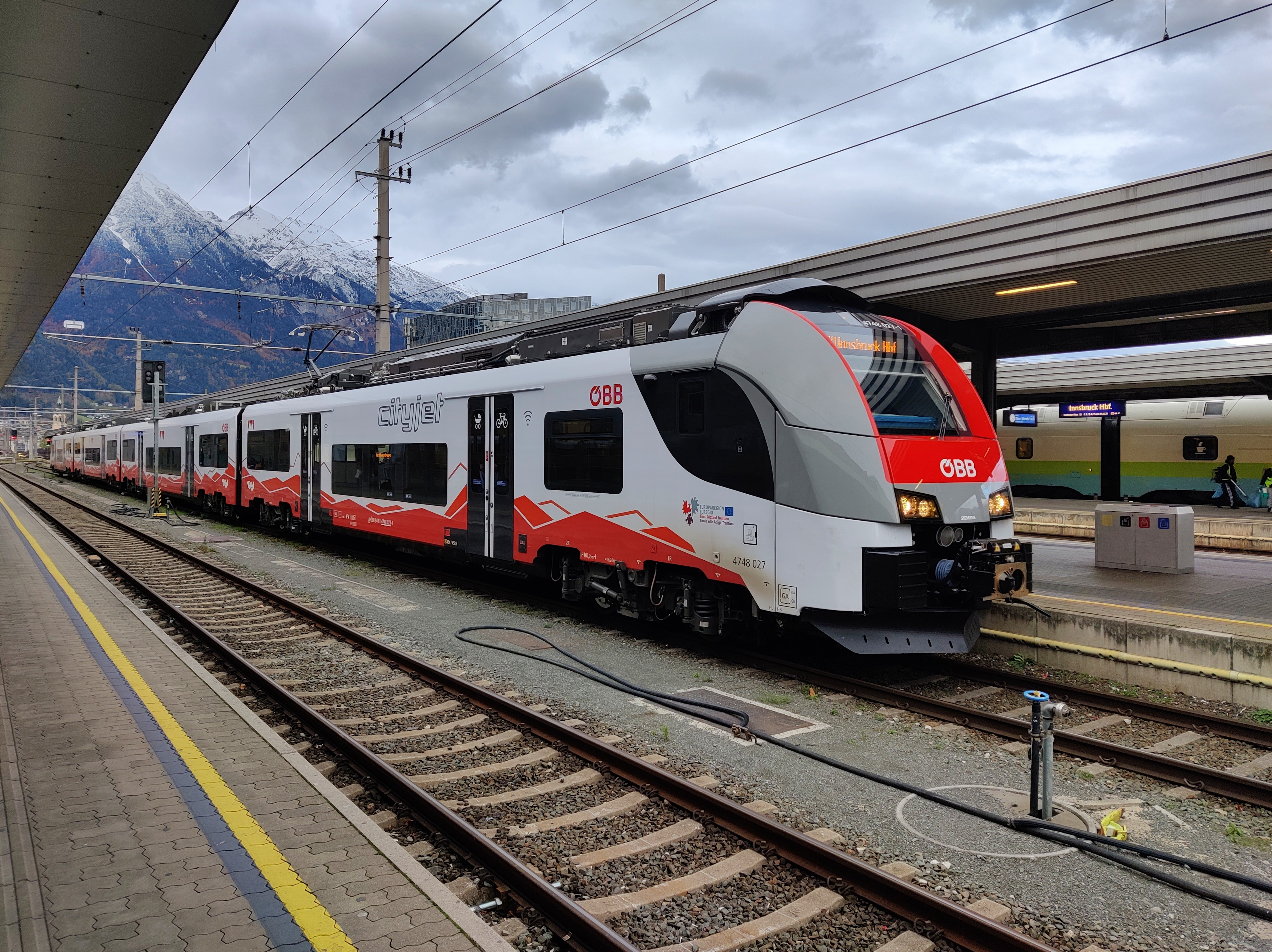
4748 027 mit Lackierung für Tirol in Innsbruck Hbf
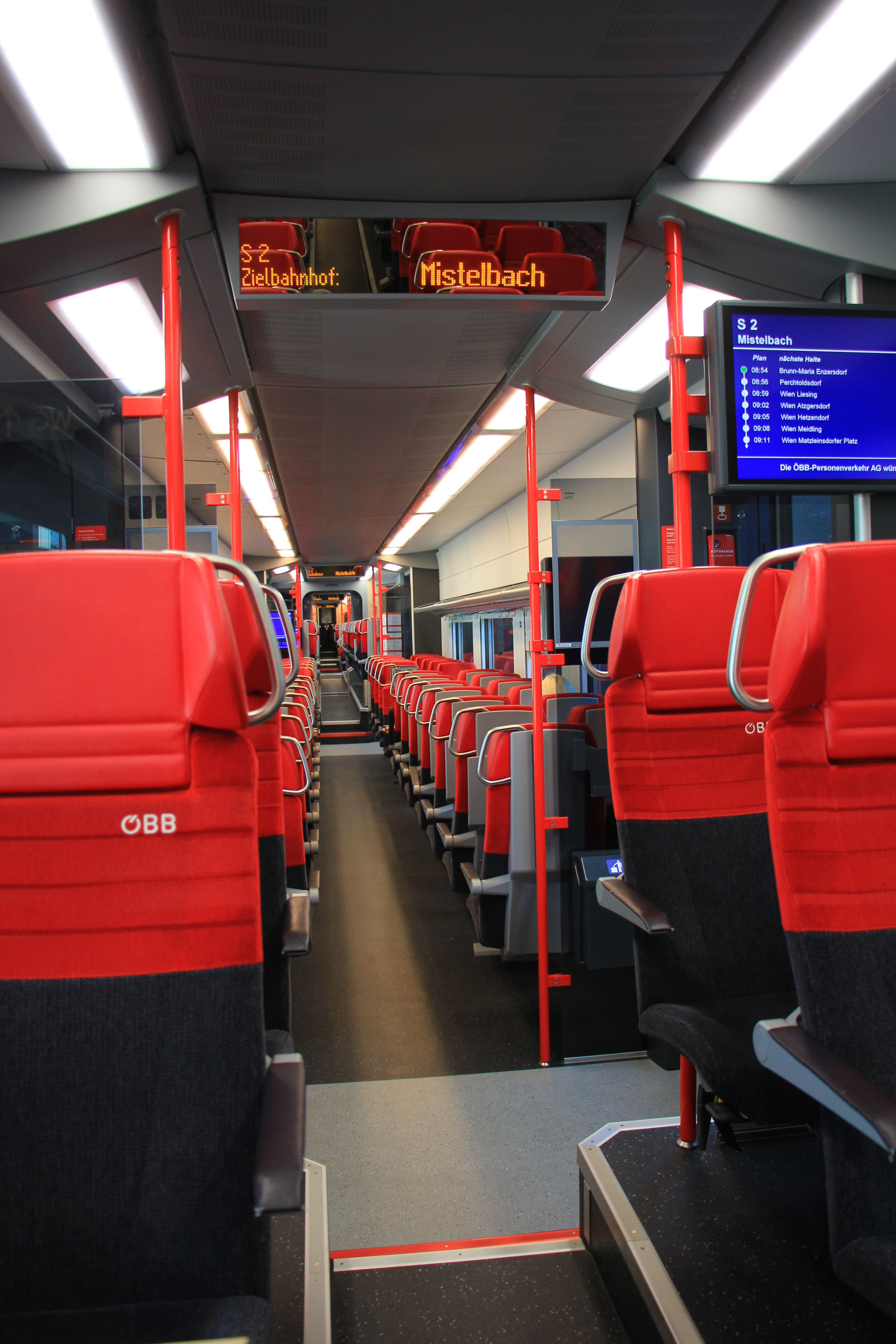
Standard-Innenraum der Reihen 4744/4746/4748
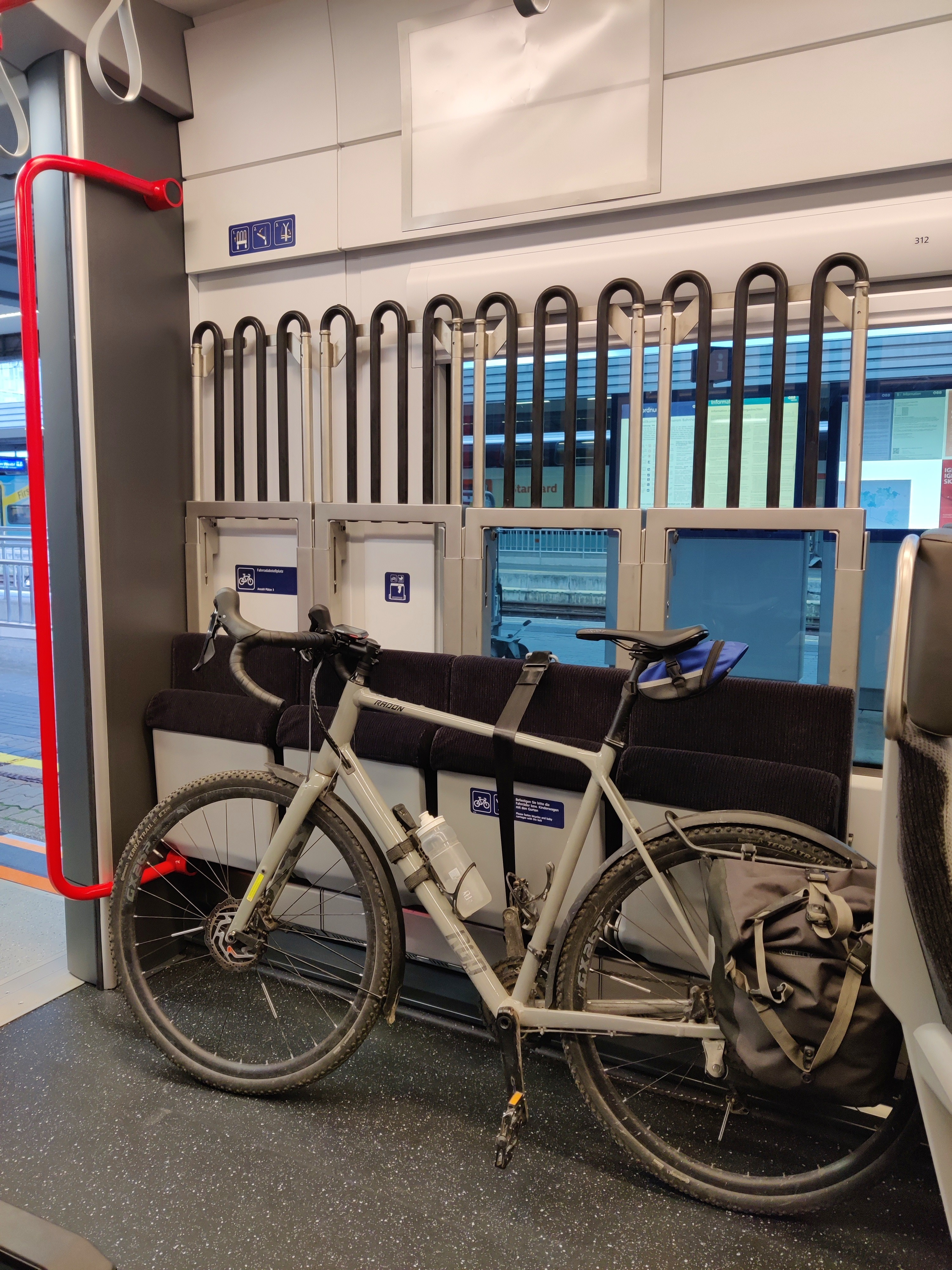
Mehrzweckbereich der Reihe 4748, Typ Tirol
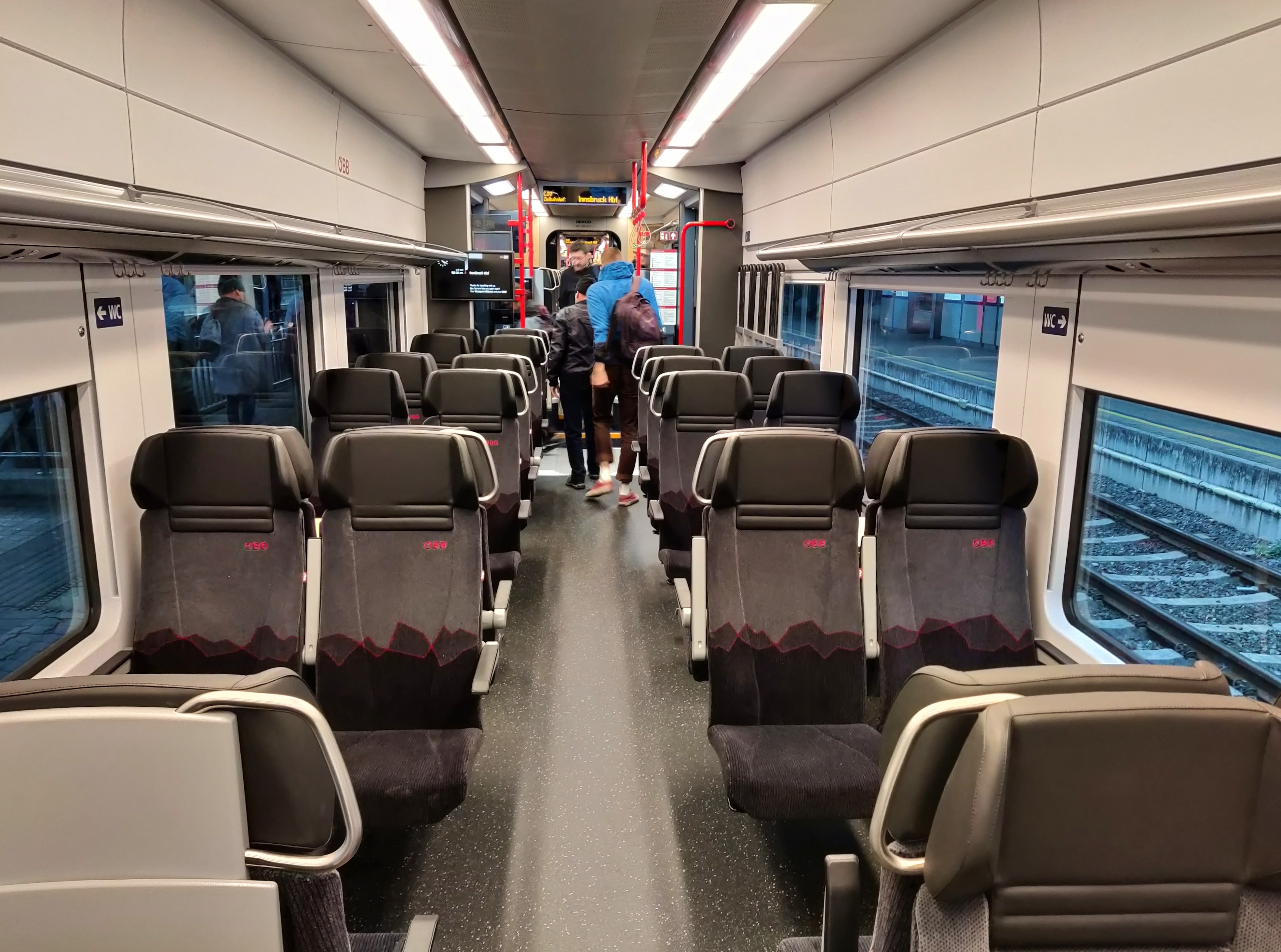
Innenraum der Reihe 4748, Typ Tirol
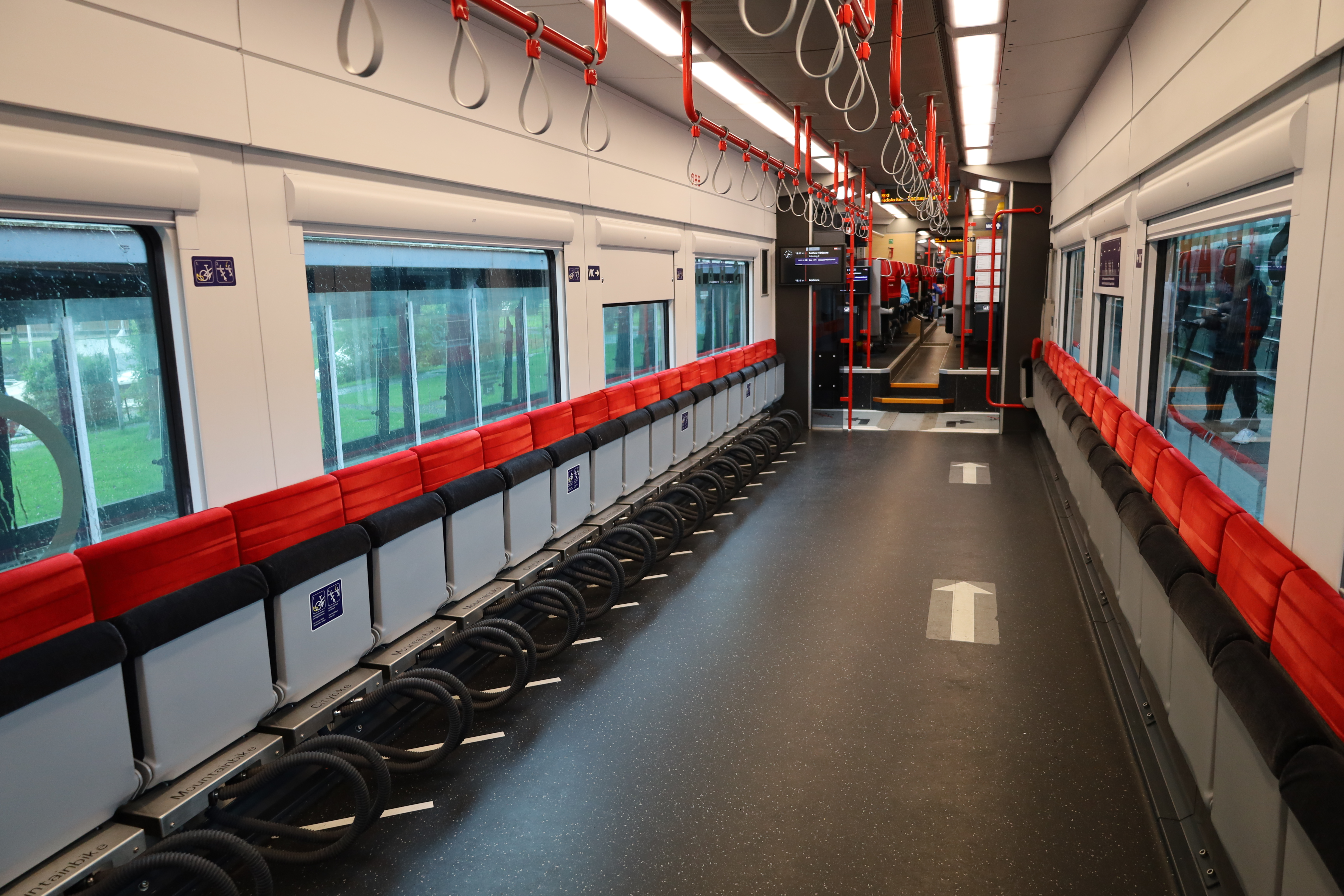
Fahrradabteil der Reihe 4748, Typ Vorarlberg
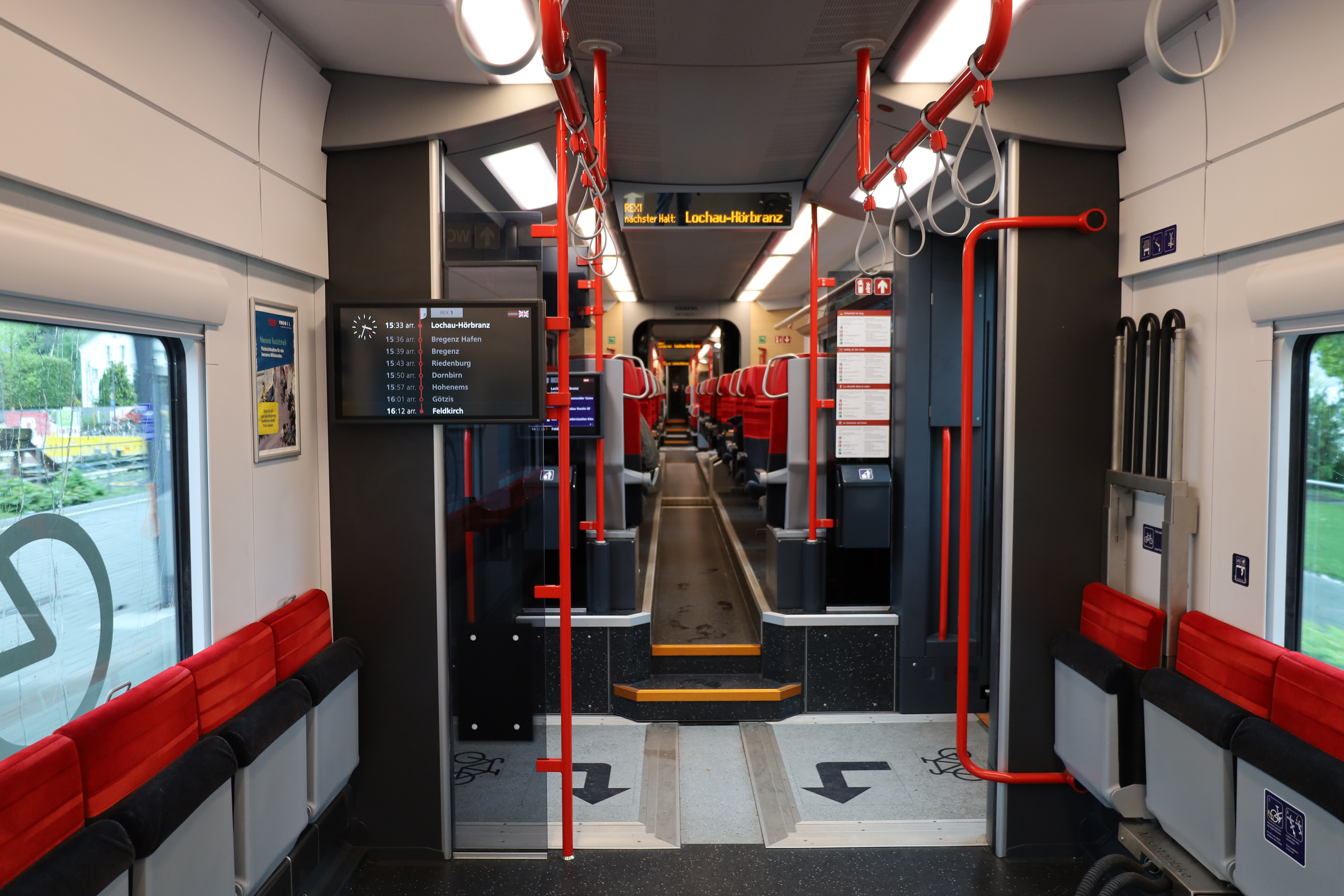
Eingangsbereich der Reihe 4748, Typ Vorarlberg
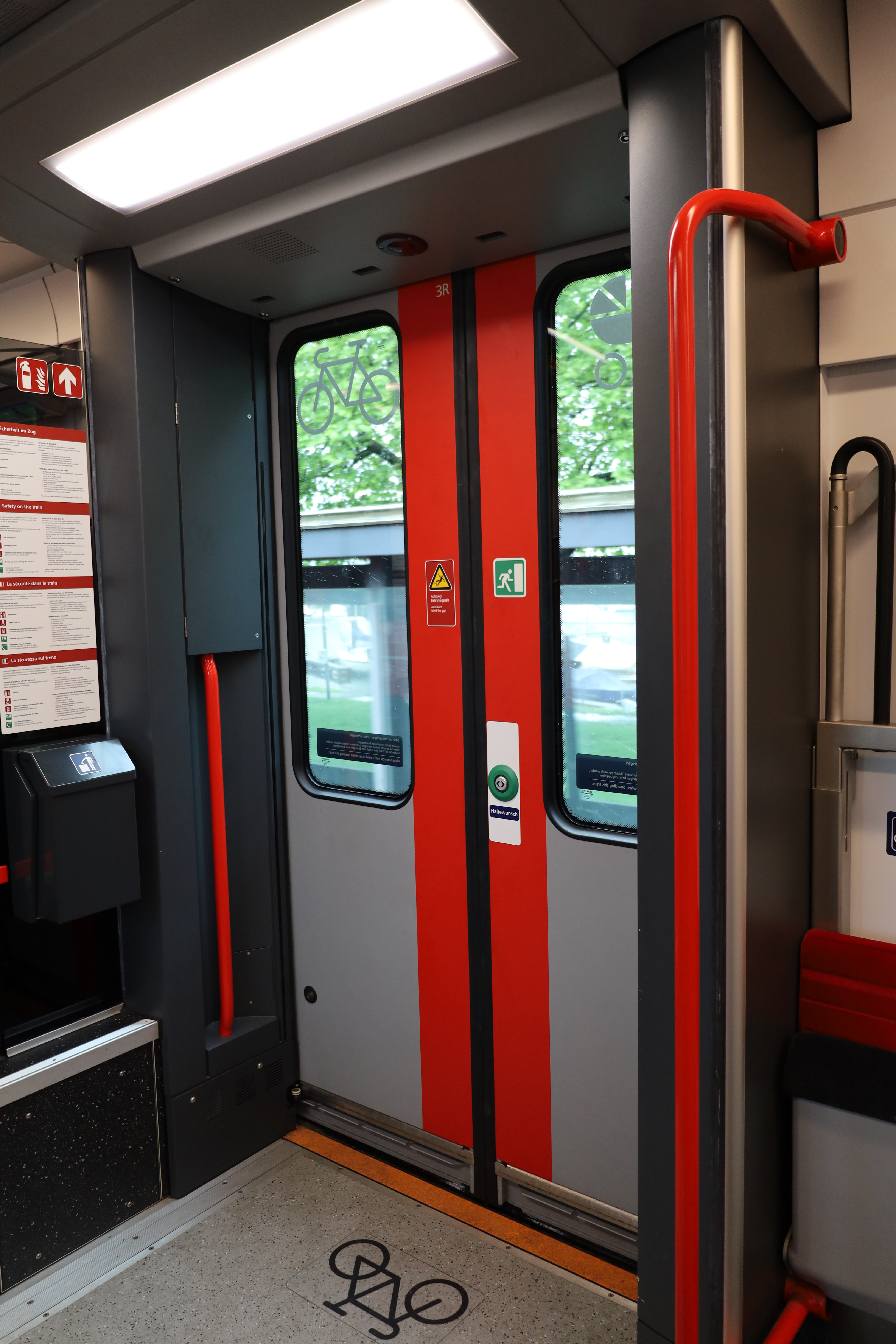
Schwenkschiebetür von innen
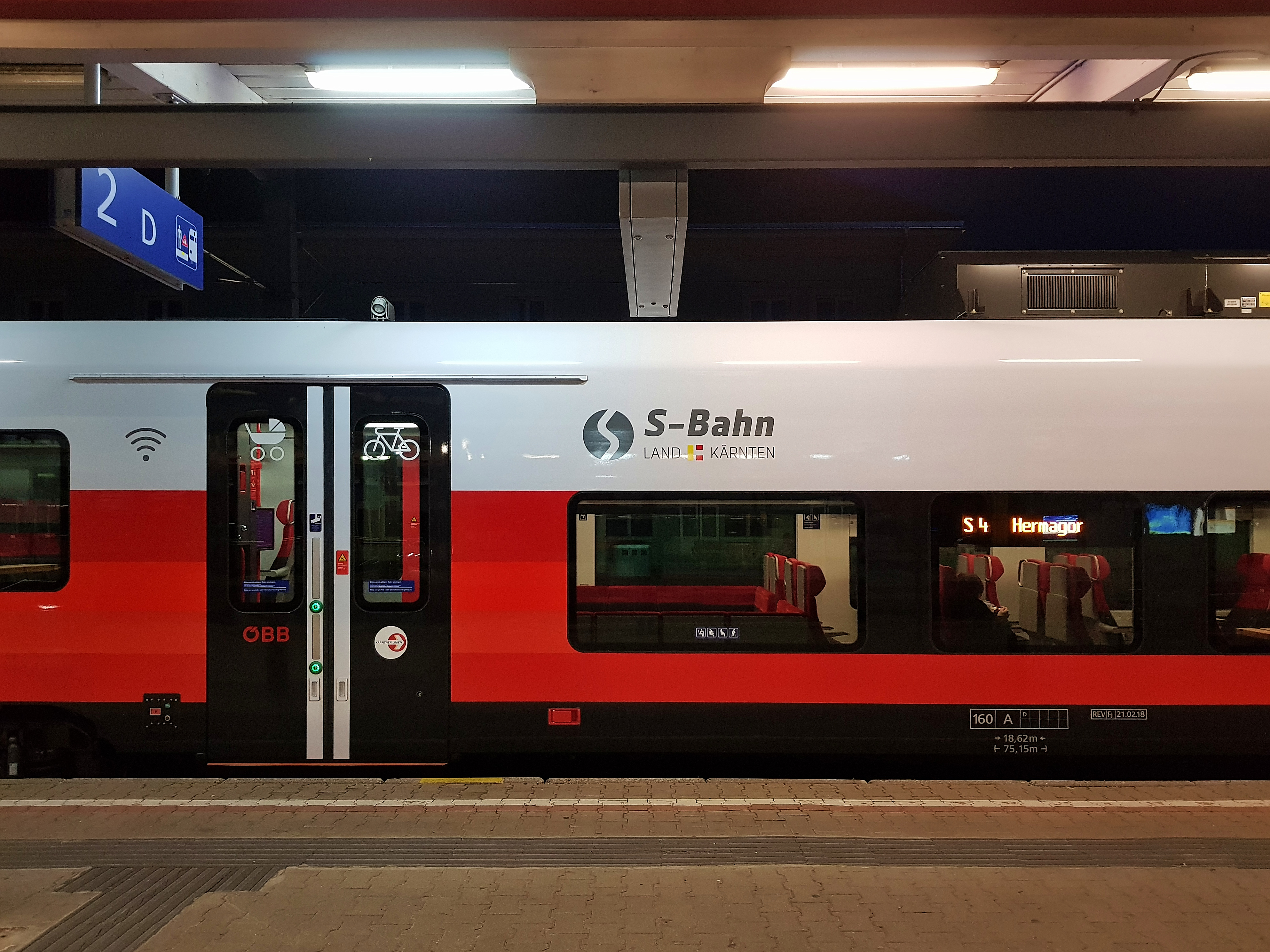
Ein Zug der Reihe 4744 in Villach
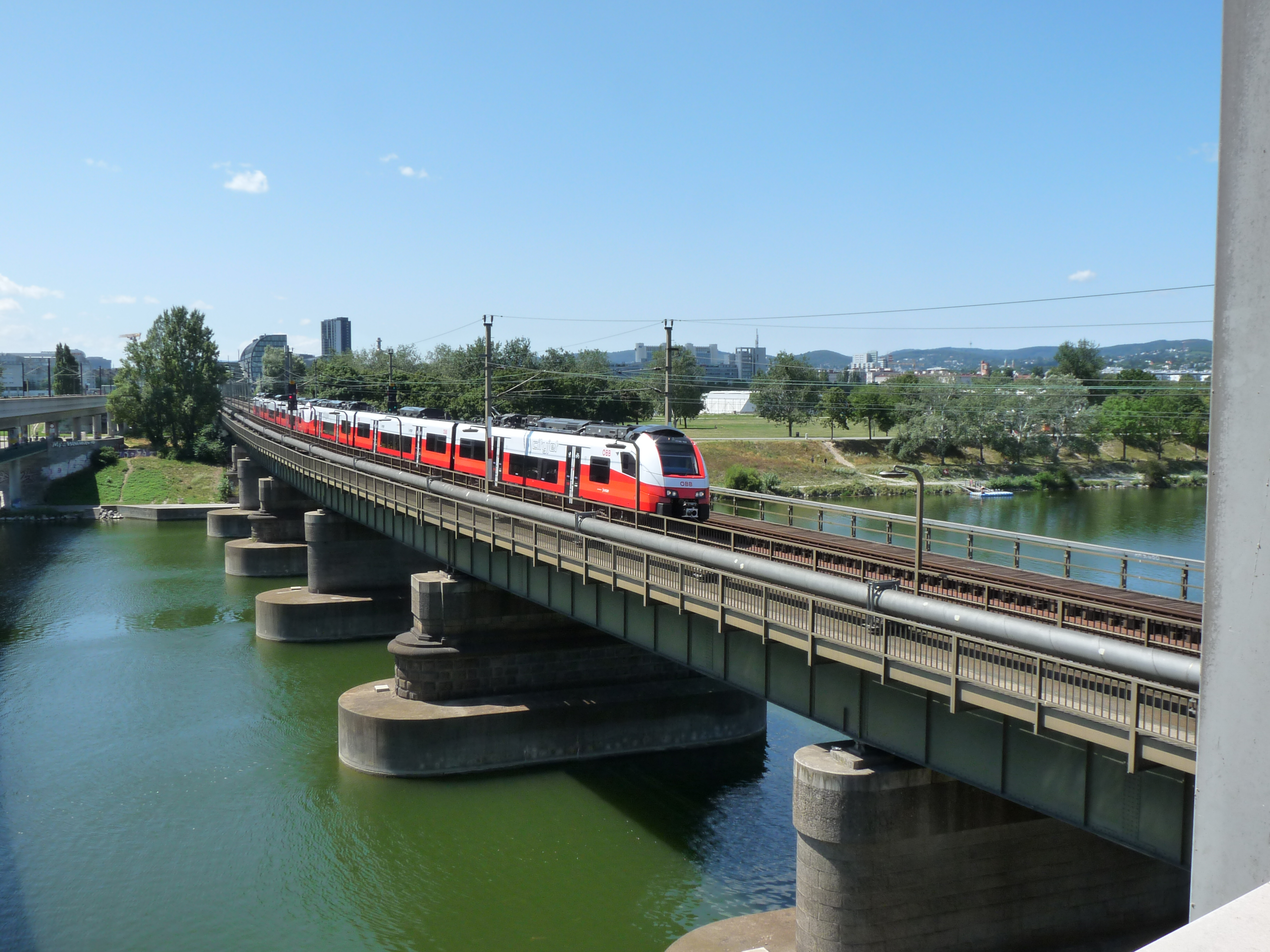
Doppeltraktion der Reihe 4746 auf der Nordbahnbrücke
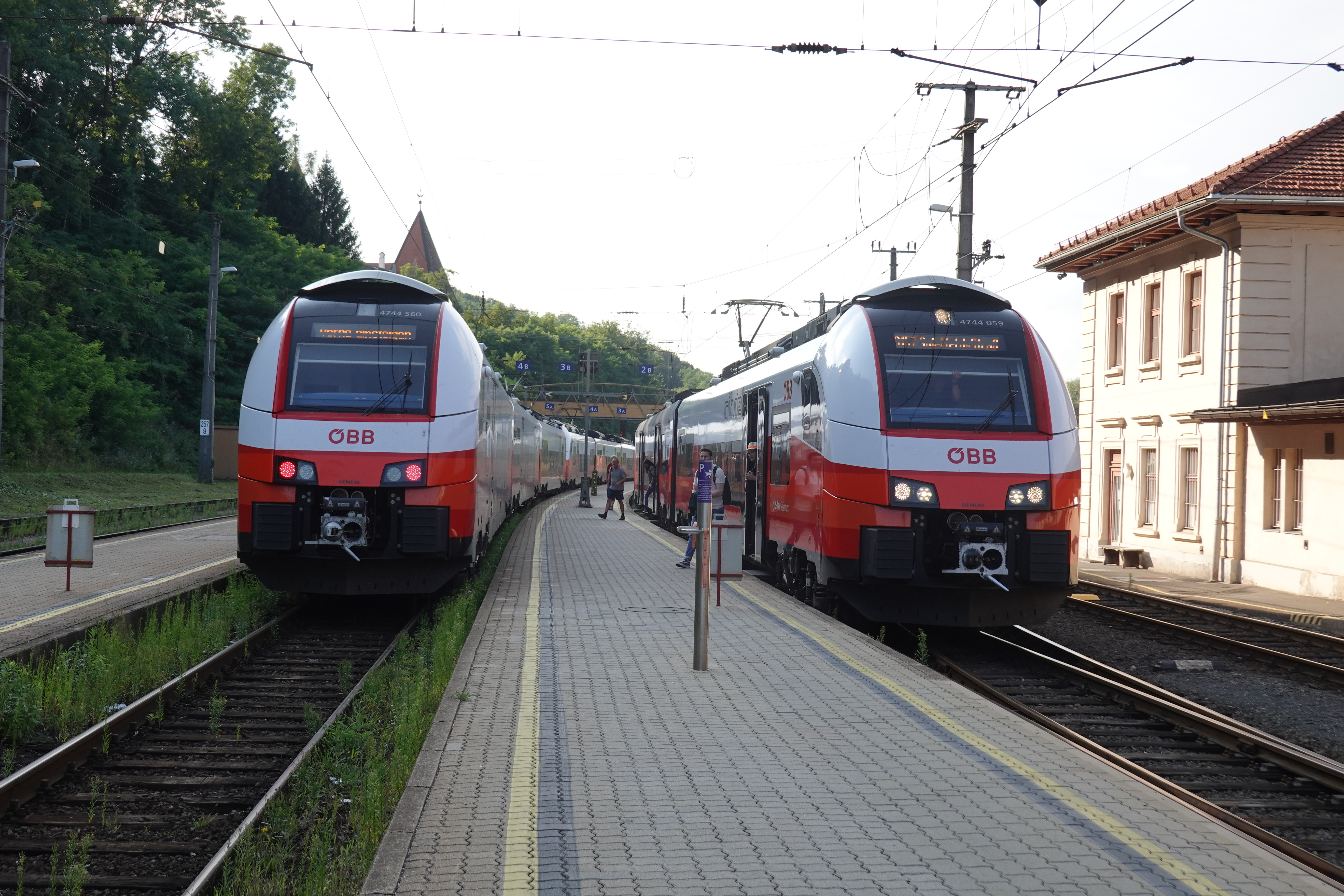
Zwei Züge der Reihe 4744 in Spielfeld-Straß